# Filtre anti-partícules

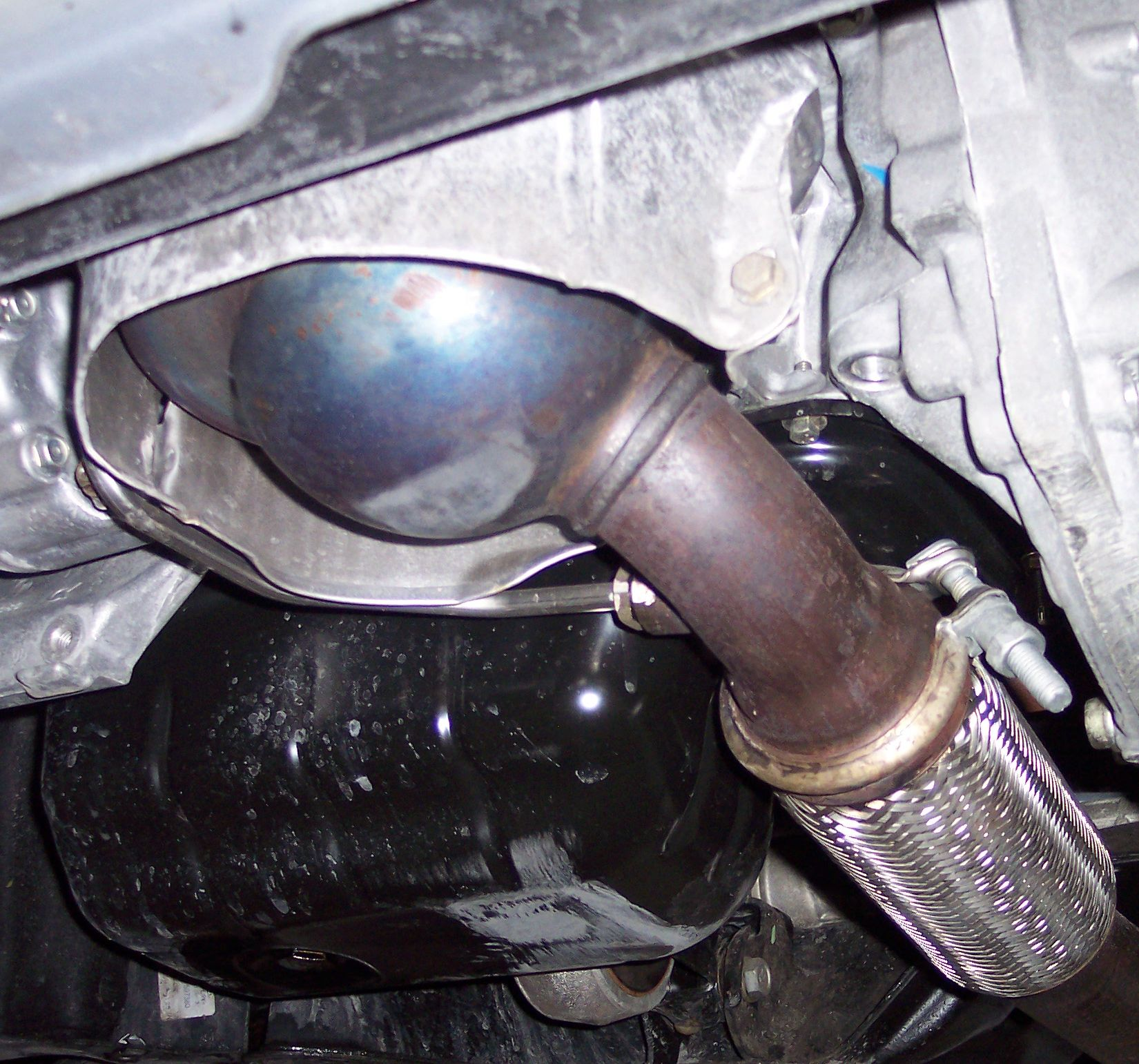
Un filtre antipartícules en un vehícle del Groupe PSA

El filtre antipartícules (abreujat FAP) és un filtre integrat en el convertidor catalític que atrapa les partícules de carboni generades en la combustió quan passa el gas d'escapament.
El FAP suprimeix les emissions de partícules i de fums protegint el medi ambient. Aquest component el solen muntar els motors dièsel per complir amb la normativa de consums i emissions, concretament la norma Euro4 de 2005. Amb el filtre antipartícules s'aconsegueix capturar més del 99% de les partícules contaminants en un filtre, i aquest, mitjançant calor i l'agregat d'un additiu, es regenera destruint les partícules.